# Grundacherhaus

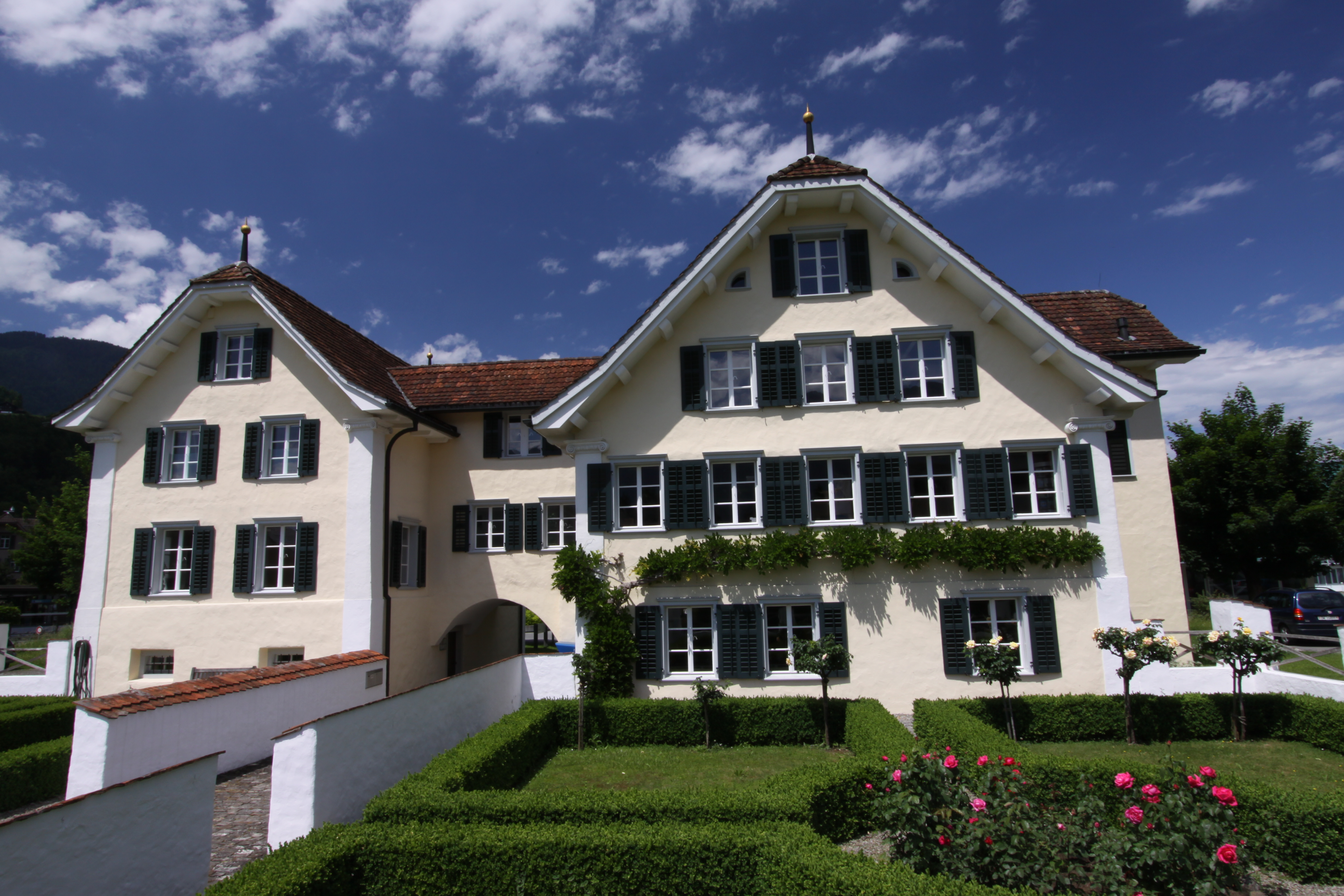
Im Grundacher ist heute die Kantonsbibliothek Obwalden untergebracht.

Das Grundacherhaus in Sarnen im Kanton Obwalden in der Schweiz ist ein Wohnhaus aus dem Jahr 1593. Es wurde ursprünglich als einfaches Bauernhaus errichtet und später zu einem herrschaftlichen Wohnsitz umgebaut. Die 1895 gegründete Kantonsbibliothek Obwalden ist seit 1980 im Grundacherhaus untergebracht. Das Gebäude ist als national bedeutendes Kulturgut eingestuft und steht als A-Objekt unter Denkmalschutz.

## Geschichte des Gebäudes
Eine erste urkundliche Erwähnung der Liegenschaft stammt aus dem Jahr 1571. Der Statthalter Marquard Imfeld errichtete dann 1593 ein einfaches, hochgiebeliges Bauernhaus mit zugehörigem Speicher. Aus der Zeit um 1670 stammt die gut erhaltene getäferte Stube im ersten Stock des Haupthauses. Diese Grundacherstube ist mit einem mit blauen Ranken verzierten Luzerner Kachelofen ausgestattet und erhielt etwa 1740 ein mit Intarsien verziertes Buffet.
Der nächste Besitzer, Landammann Just Ignaz Imfeld, gestaltete das Haus zum herrschaftlichen Wohnsitz um. Der Speicher wurde zum Nebenhaus, und beide Häuser wurden durch einen Schwibbogen verbunden. Daher wird das Haus heute auch als Doppelhaus Grundacher bezeichnet. Der neue Festsaal im ehemaligen Speicher wurde mit prachtvollen Deckenstuckaturen ausgeschmückt, die bis heute erhalten sind.

## Heutige Nutzung
Nach einer wechselhaften Geschichte mit mehreren Besitzerwechseln erwarb schliesslich 1962 die Gemeinde Sarnen das Anwesen. Nach umfassenden Restaurierungen zog 1980 die Kantonsbibliothek Obwalden in das Haus ein.
Das Innere des Hauses hat bis heute den Charakter eines vornehmen Herrenhauses. Der reich stuckierte Festsaal dient heute als Lesesaal. Der kleine Garten ist als Barockgarten angelegt.